# Читадела (Падова)
Читадела (итал. Cittadella) је насеље у Италији у округу Падова, региону Венето.
Према процени из 2011. у насељу је живело 14421 становника. Насеље се налази на надморској висини од 47 м.

## Становништво
Према резултатима пописа становништва 2011. у општини је живело 19.956 становника.
| 1931.  | 1936.  | 1951.  | 1961.  | 1971.  | 1981.  | 1991.  | 2001.  | 2011.  |
| ------ | ------ | ------ | ------ | ------ | ------ | ------ | ------ | ------ |
| 12.684 | 12.966 | 13.913 | 13.807 | 15.918 | 17.274 | 18.061 | 18.743 | 19.956 |

## Партнерски градови
- Губен